# داسپاتی
داسپاتی (به لاتین: Daspatti) یک روستا در بنگلادش است که در استان باریسال و در ناحیه باریسال واقع شده‌است.